# 北小路説光
北小路説光（きたこうじ ことみつ、文化9年（1812年）7月27日 - 安政3年（1856年）7月8日）は、江戸時代後期の公卿。

## 官歴
- 文化13年（1816年）：従五位下
- 文政5年（1822年）：従五位上、兵部大輔
- 文政9年（1826年）：正五位下
- 天保元年（1832年）：従四位下
- 天保5年（1834年）：従四位上
- 天保8年（1837年）：勘解由次官
- 天保9年（1838年）：正四位下
- 天保12年（1841年）：新清和院別当
- 天保13年（1842年）：従三位
- 弘化3年（1846年）：正三位

## 系譜
- 父：北小路祥光
- 母：日野資愛の娘
- 子：北小路随光